# Liste der Kulturdenkmäler in Hattert
In der Liste der Kulturdenkmäler in Hattert sind alle Kulturdenkmäler im Ortsteil Hütte der rheinland-pfälzischen Ortsgemeinde Hattert aufgeführt. In den Ortsteilen Ober-, Mittel- und Niederhattert sowie Laad sind keine Kulturdenkmäler ausgewiesen. Grundlage ist die Denkmalliste des Landes Rheinland-Pfalz (Stand: 21. Dezember 2021).

## Einzeldenkmäler
| Bezeichnung | Lage                         | Baujahr    | Beschreibung                                                 | Bild            |
| ----------- | ---------------------------- | ---------- | ------------------------------------------------------------ | --------------- |
| Schulhaus   | Hütte, Hütter Straße 36 Lage | um 1920/30 | ehemalige Schule; eingeschossiger Mansarddachbau, um 1920/30 | Fotos hochladen |